# Mezzana Mortigliengo

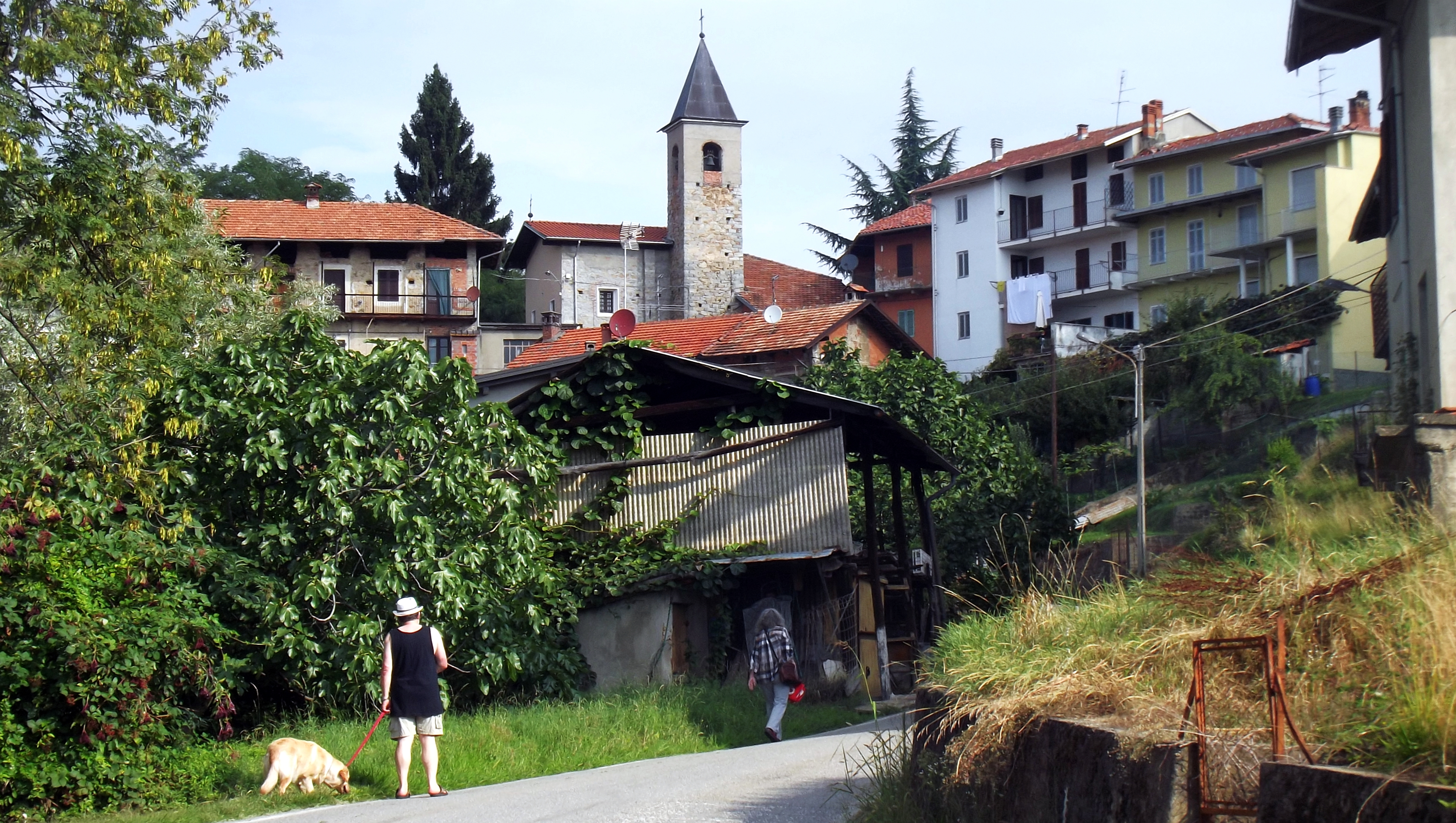
Panorama

Mezzana Mortigliengo ist eine Gemeinde mit 476 Einwohnern (Stand 31. Dezember 2023) in der italienischen Provinz Biella (BI), Region Piemont.
Die Nachbargemeinden sind Casapinta, Curino, Soprana, Strona und Trivero.
Das Gemeindegebiet umfasst eine Fläche von 4 km².